# Tavoliere
Tavoliere je poměrně rozsáhlá nížina na jihovýchodě Itálie, v Apulii, v provincii Foggia. Rozkládá se na ploše více než 3 000 km2. Je složena z mořských pliocenních a čtvrtohorních nánosů. Jedná se o nejrozlehlejší nížinu v Itálii po Pádské nížině.

## Geografie a podnebí
Oblast je ohraničena řekou Fortore na severu a řekou Ofanto na jihu. Na západě leží pohoří Monte del Daunia, které je součástí kampánských Subapenin. Na východě tvoří hranici poloostrov Gargano a Jaderské moře. Tavoliere je nejsušším územím v Itálii. Srážek je méně než 300 mm ročně.

## Využití
Oblast je využívána především k zemědělské produkci. Pěstuje se zde pšenice, červená řepa, rajčata, olivy a vinná réva.